# Simulium kietaense
Simulium kietaense är en tvåvingeart som beskrevs av Takaoka 1995. Simulium kietaense ingår i släktet Simulium och familjen knott. Inga underarter finns listade i Catalogue of Life.